# Mercedes-Benz W114/115

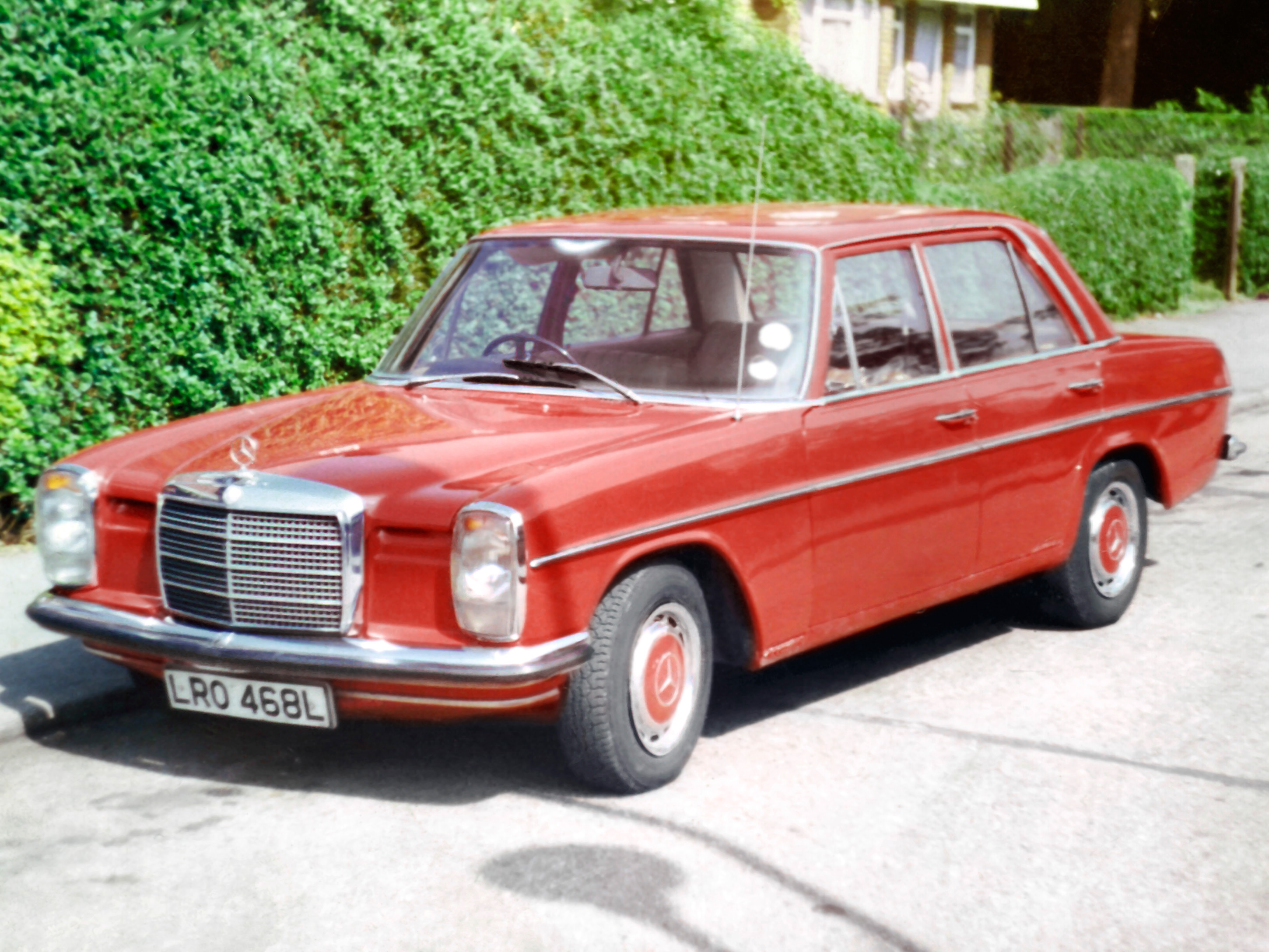
Mercedes Benz 220 (W115) limuzin

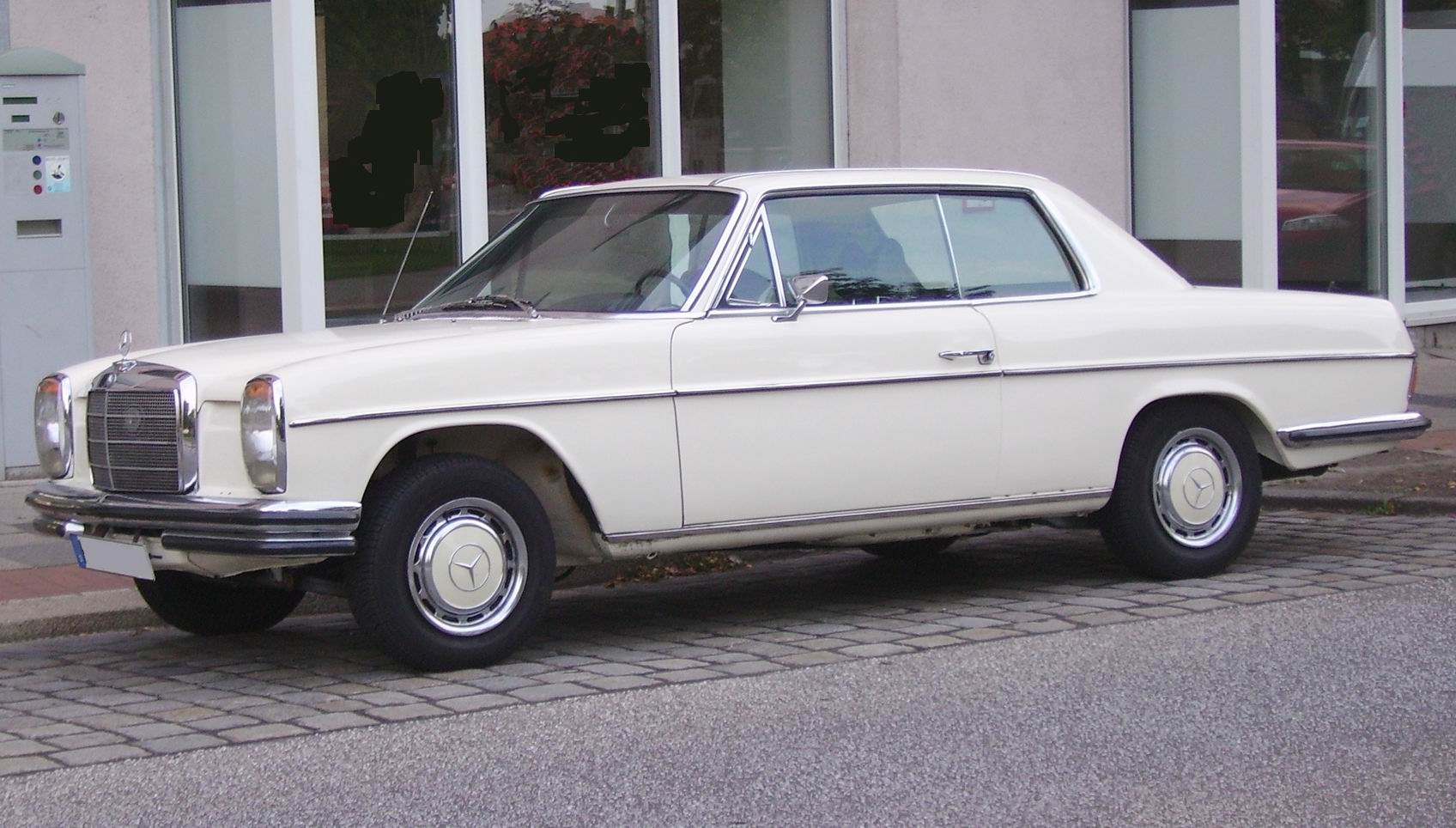
Mercedes Benz 250 (C115) kupé

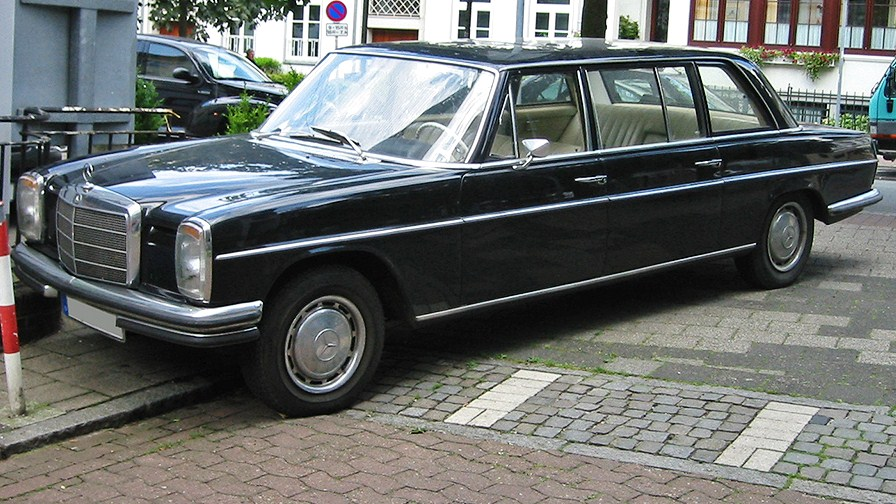
Mercedes Benz (W115) nyújtott limuzin (LWB)

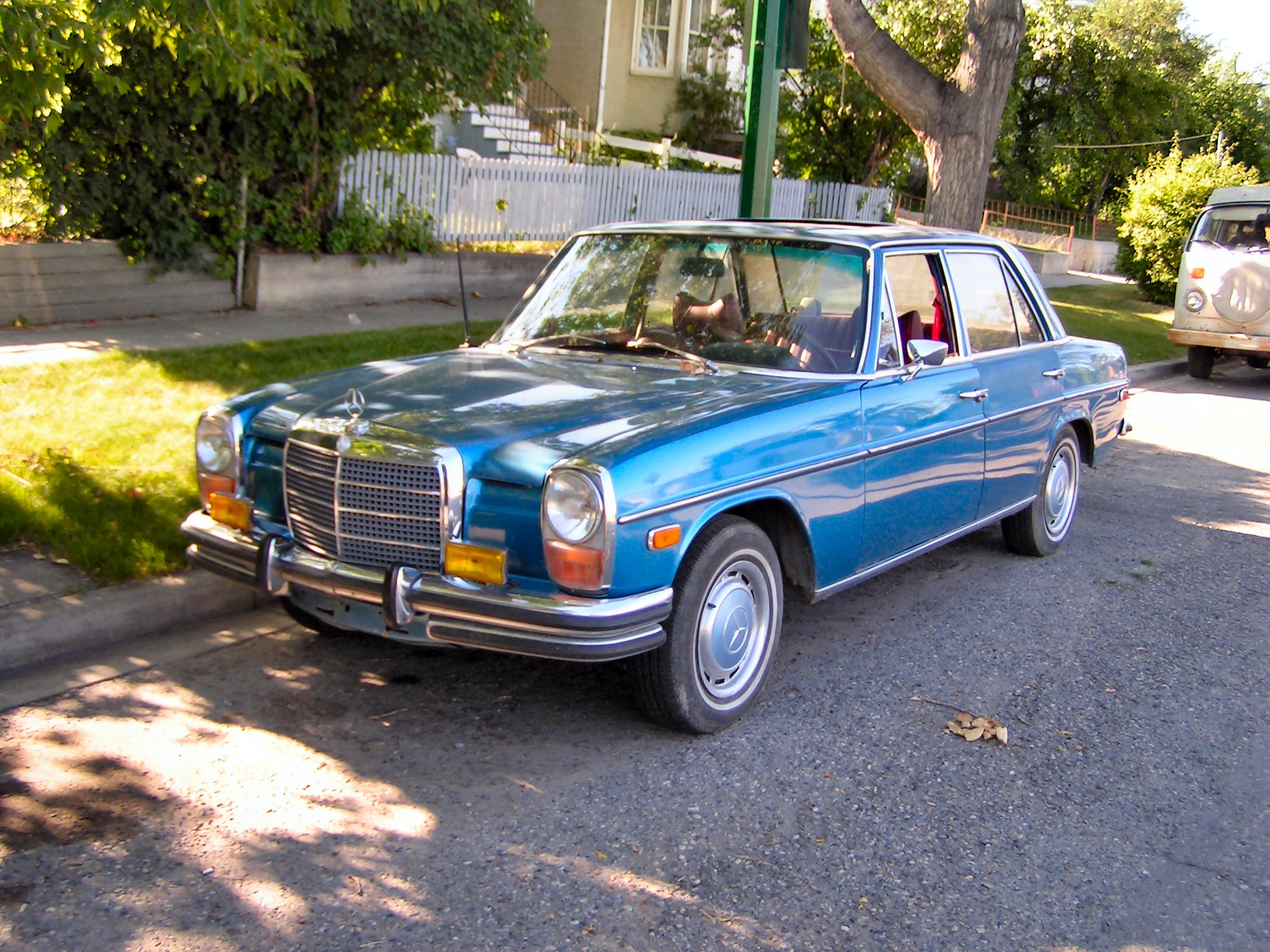
Mercedes Benz 250 (W115) USA-kivitelben

A Mercedes W114/115 (vagy közkeletű magyar nevén az „állólámpás Mercedes”) a Mercedes-Benz középkategóriás modellje, amelyet 1968 és 1976 között gyártottak. A két típusszám a motorok közti különbségre utal: 114-gyel a hathengeres, 115-tel a négyhengeres motorral szerelt típusokat jelezték.

## Története
A kocsi formatervezője Paul Bracq volt, Németországban az első gyártás évéről /8-nak (Strichacht – per nyolcas) hívják, ugyanis a sorozatgyártását 1968 januárjában kezdték meg és egészen 1976 decemberéig gyártották. Ebben az évben már javában folyt a Mercedes-Benz W123-as sorozatgyártása, azonban a német taxisok ragaszkodtak a jó öreg állólámpáshoz, a kedvükért kapott még egy év haladékot.
Bár nem ő volt gyár büszkesége, a hozzá képest elenyésző darabszámban gyártott 600-as vagy az egyéb hat és nyolchengeres modellek sokkal többet szerepeltek a gyár által kiadott, a Mercedes-őrület fokozására, illetve fenntartására szolgáló újságban (Mercedes-Benz in aller Welt), azért ő volt stuttgarti csillagosok addigi legsikeresebb modellje.
Alapvetően soros négy és hathengeres benzinmotorral gyártották, de a négyhengeres dízelmotorjai mellett volt öthengeres is. A négyhengeres (115-ös) verziók a 200, 220, 230.4, 240, valamint a dízel 200D, 220D, 240D, és az öthengeres 300D. A hathengeres (114-es) verziók a 230, 230.6, 250, 250C, 250CE, 280, 280E, 280CE, 280C.
A típus három változatban volt kapható: limuzin, kupé és nyújtott limuzin kivitelekben, ez utóbbit LWB (Long Wheel Base) rövidítéssel jelezték. Az észak-amerikai piacra készült típusokat külsőleg a módosított, amerikai szabvány szerinti lámpatestekről, a sárga és piros oldalsó helyzetjelző lámpákról, valamint a masszívabb, nagyobb ütközőbabás lökhárítókról lehet felismerni. 1973-ban frissítettek a modelleken, ennek legszembetűnőbb jele a szélesebb, de alacsonyabb hűtőrács, a dupla lökhárító helyett szimpla, a szélesebb visszapillantó tükör, valamint az első ajtókról eltűnő, háromszögletű pillangóablakok.

## Fordítás
Ez a szócikk részben vagy egészben  a   Mercedes-Benz W114 című angol Wikipédia-szócikk fordításán alapul.  Az eredeti cikk szerkesztőit annak laptörténete sorolja fel. Ez a jelzés csupán a megfogalmazás eredetét és a szerzői jogokat jelzi, nem szolgál a cikkben szereplő információk forrásmegjelöléseként.